# Rentatge en sec

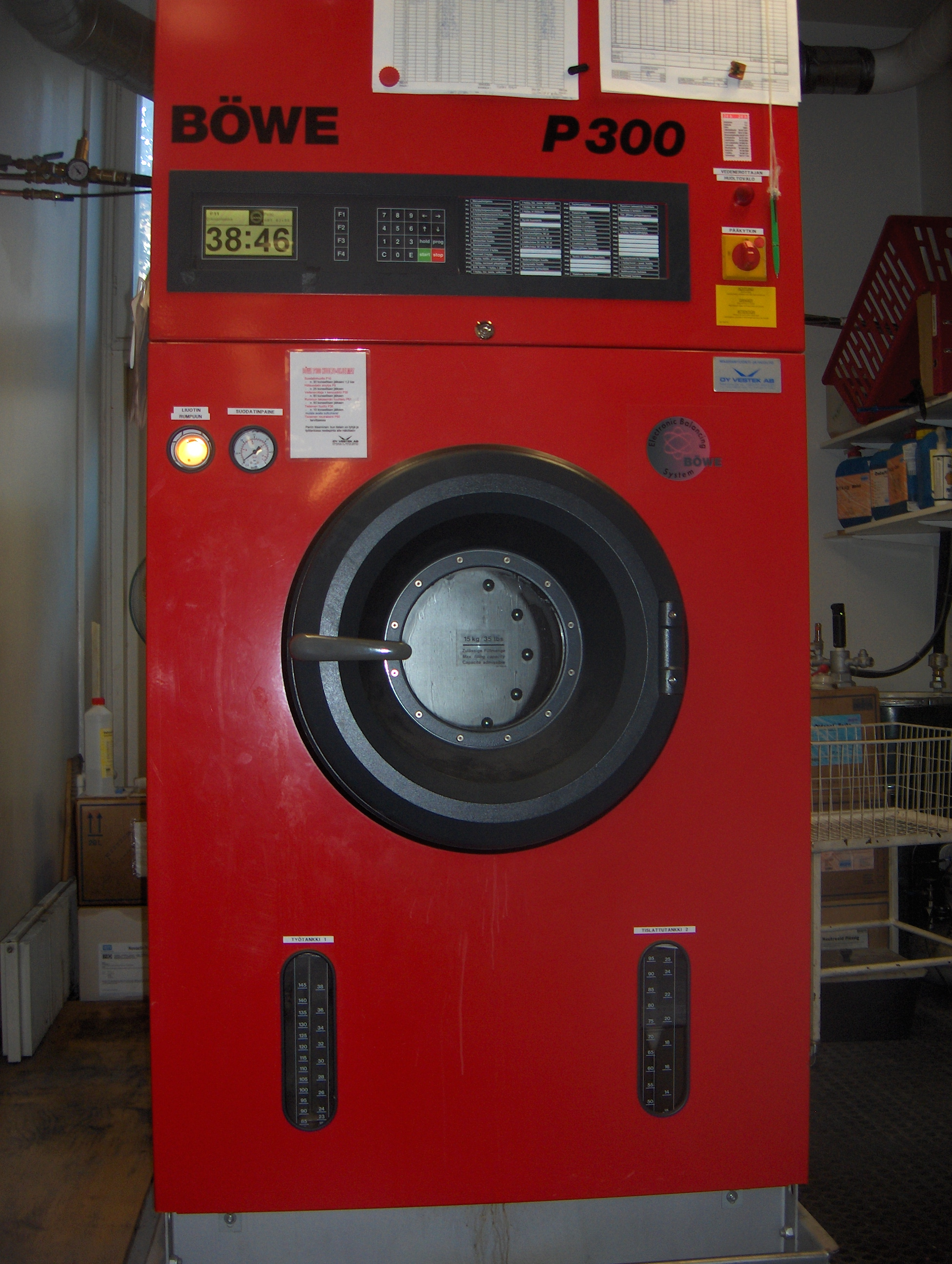
Màquina de rentar en sec

El rentatge en sec és un sistema de rentatge de peces de roba utilitzat típicament en una tintoreria o bugaderia que no poden ser submergides en aigua, ja que es deterioren, es deformen, s'encongeixen o se n'altera el color. Malgrat la seva denominació, el "rentatge en sec", no és un sistema sec o per aire, sinó amb productes químics anomenats solvents (percloroetilè, hidrocarburs o actualment derivats d'alcohols biodegradables) que dissolen el greix i les taques tractades, perquè amb l'eixugada posterior a la mateixa màquina estigui a punt per al procés de planxa i l'acabament de la peça. El tractament sol seguir el procés següent:
1. Selecció de les peces per colors.
2. El tractament llevataques es fa amb sabons específics. (percloroetilè, hidrocarbur o d'altres productes específics).
3. Després d'un repòs es fa el rentatge en sec i a vegades, una segona volta amb aigua, segons necessitin i permetin les peces.

## Introducció
Es coneix com a rentatge en sec qualsevol procés de rentatge de roba i tèxtils que fa servir un solvent químic diferent de l'aigua. El procés de rentatge en sec modern va ser desenvolupat i patentat per Thomas L. Jennings.
Malgrat el nom, el rentatge en sec no és un procés "sec"; ja que la roba és remullada en un solvent líquid. El tetracloroetilè (percloroetilè) (C2CL4), També anomenat "Perc" a les tintoreries, és el solvent més utilitzat històricament, encara que les normatives contra organoclorats ja fa anys que en recomanen la seva retirada del mercat i fa uns anys que els solvents i les màquines es van renovant amb productes menys perillosos, com els Hidrocarburs i altres derivats del petroli o derivats d'alcohols aquests ja biodegradables.
La majoria de fibres naturals poden ser rentades amb aigua però alguns teixits sintètics (p. ex. viscosa, lyocell, modal, i cupro) reaccionen malament amb aigua i han de ser rentats en sec.

## Història
Thomas L. Jennings és l'inventor i el primer a patentar el procés comercial de rentatge en sec conegut com a "Dry Scouring". Un 3 de març de 1821 (amb número de patent: US 3,306X). Va ser el primer afroamericà en rebre una patent, malgrat els intents per impedir de rebre-la a causa de la naturalesa perillosa del procés.
Un dels primers a usar el terme comercial "rentatge en sec" tot usant aiguarràs va ser en Jolly Belin a París cap al 1825.
El rentatge en sec modern, basat en l'ús de solvents no basats en aigua, per treure la brutícia i les taques de la roba, ja es documenta el 1855. El potencial dels solvents basats en petroli va ser reconegut pel tintorer francès Jean Baptiste Jolly, qui va oferir un nou servei que es va conèixer com a nettoyage à sec—és a dir, neteja en sec. Els problemes sobre la inflamabilitat del solvent van portar a William Joseph Stoddard, un tintorer d'Atlanta, a desenvolupar l'Stoddard solvent (esperit blanc) com a alternativa lleugerament menys inflamable que els solvents basats en benzina. L'ús de solvents altament inflamables, provinents del petroli van causar molts incendis i explosions, Provocant rigoroses normatives específiques i de control per als processos de rentatge en sec. Després de la Primera Guerra Mundial, es van començar utilitzar solvents provinents del clor (organoclorats...). Aquests solvents eren molt menys inflamables que els solvents de petroli i milloraven la capacitat de rentatge.

## Canvi al tetracloroetilè
A mitjan anys 1930, la indústria del rentatge en sec ja havia adoptat el tetracloroetilè (percloroetilè o Perc) com a solvent. Tenia una capacitat de rentatge excel·lent. No és inflamable i és compatible amb la majoria de teixits i guarniments. Com que és més estable, el tetracloroetilè és senzill de reutilitzar.

## Infraestructura
Els negocis de rentatge en sec, des de la perspectiva del client, son qualsevol botiga o cadena de botigues agrupada al gremi dels tintorers o bugaders o que es dediquin a les tasques de neteja de roba. Una tintoreria fa el rentatge al mateix establiment. Una cadena comercial rep la roba dels clients, i envia les peces a una planta centralitzada, a on després de rentar la roba, aquesta ha de tornar a la botiga perquè la reculli el client. El temps de retorn és més llarg en una cadena que per una tintoreria. Tanmateix, fer funcionar una tintoreria requereix més feina pel propietari empresarial. Des del 2010, en alguns països, la recollida i entrega a domicili de la roba s'ha gestionat per aplicacions web amb la intenció de millorar i abaratir costos; tanmateix, la majoria d'aquestes propostes no han prosperat.
L'ús de màquines de cicle tancat (a partir dels anys 1990, degut a la normativa mediambiental sobre organoclorats) va minimitzar el risc d'incendis i vapors perillosos que originava el procés de rentatge en sec. En aquells temps, el rentatge en sec es duia a terme amb dues màquines diferents—una pel procés de rentatge, i la segona per extreure el solvent de les peces de roba.
Les màquines d'aquesta era van ser descrites com Airejades; ja que els vapors del procés d'eixugada eren expulsats a l'atmosfera, de la mateixa manera que algunes eixugadores de rentatge en sec més modernes. Això no només ha contribuït a contaminació mediambiental sinó també a l'emissió de molt PERC potencialment reutilitzable s'ha perdut a l'atmosfera. Amb la normativa actual i els controls més estrictes sobre les emissions de solvents es busca garantir que totes les màquines de rentatge en sec del món siguin ara completament hermètiques (sistemes autoclau), i que cap vapor de solvent sigui enviat a l'atmosfera. A les màquines tancades hermèticament, el solvent recuperat durant el procés d'eixugada per destil·lació retorna un cop condensat al dipòsit i així pot ser reutilitzat per rentar una altra vegada o manipular-lo de manera segura. La majoria de les màquines tancades modernes també incorporen un control electrònic d'eixugada, el qual detecta si les traces de PERC han estat extretes de la roba. Aquest sistema garanteix i minimitza els vapors de PERC al final del cicle de rentada per sota dels nivells exigits a les normatives vigents.

## Mecanisme

Estructura de cel·lulosa, el component principal del cotó. Els molts grups OH lliguen l'aigua, portant a un inflament del teixit i provocant arrugues, efectes minimitzats quan aquests materials és tracten amb tetracloroetilè i altres solvents de rentatge en sec.

El funcionament del rentatge en sec dissol selectivament les taques de la peça. Els solvents són no-polars i tendeixen a extraure selectivament els compostos que causen les taques. Aquestes taques (de greix i altres) altrament només dissoldrien amb mescles de detergents aquosos a temperatures altes, potencialment degradants dels teixits delicats.
Els Solvents no polars són també bons per alguns teixits, especialment teixits naturals, ja que el solvent no interacciona amb cap altre grup de polars dins del teixit. L'aigua lliga aquests grups polars provocant l'inflament i l'estirament de proteïnes dins de fibres durant la rentada. També, l'annexió de molècules d'aigua interfereix amb atraccions dèbils dins de la fibra, provocant una pèrdua de la forma original de la fibra. Després del cicle de rentada, les molècules d'aigua s'extrauran. Tanmateix, la forma original de les fibres ja ha estat distorsionada i això generalment provoca un encongiment. Els Solvents no polars impedeixen aquesta interacció, protegint teixits més delicats.
L'ús d'un solvent eficaç junt amb fricció mecànica del balanceig treu les taques eficaçment.

## Processament amb solvent

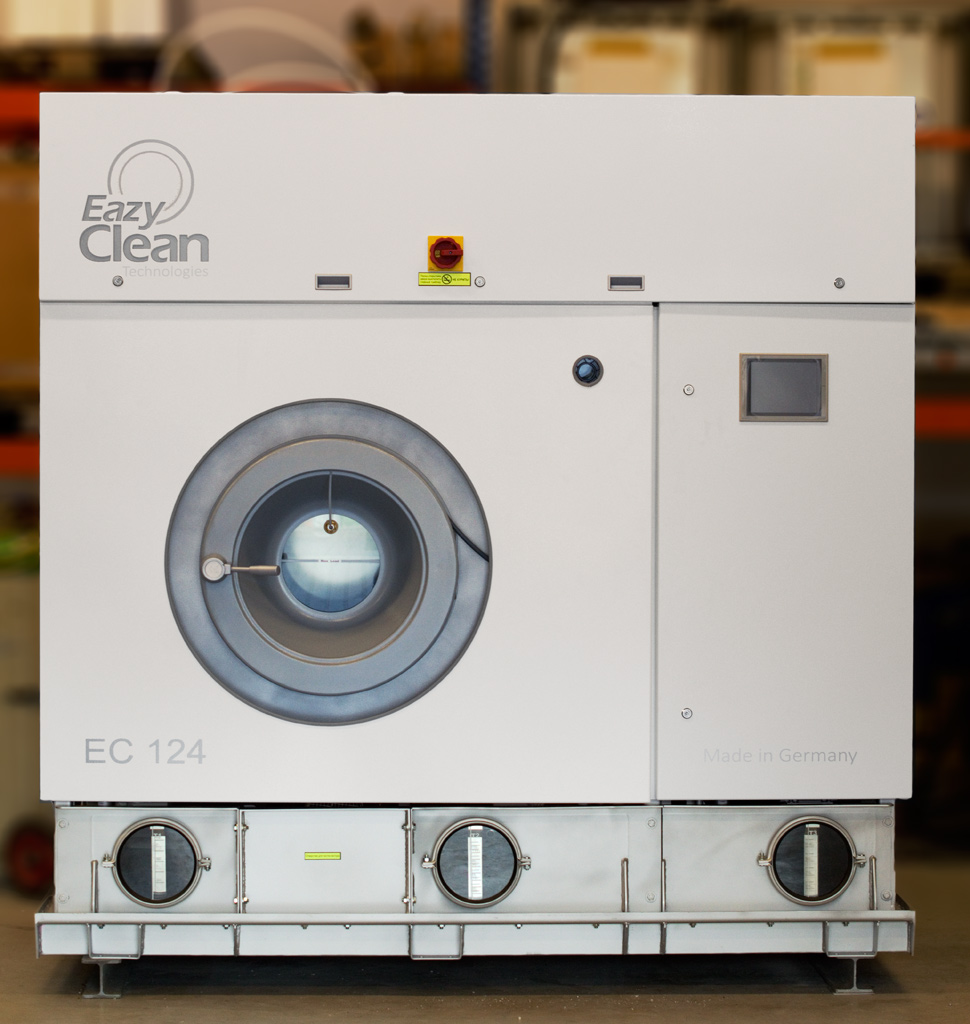
Una màquina de rentatge en sec moderna amb pantalla tàctil control SPS. Fabricant: EazyClean, EC de tipus124, foto presa prèvia instal·lació

Una màquina que renta en sec és similar a una combinació d'una rentadora domèstica i una eixugadora de roba. La roba és col·locada càmera de rentada o cambra d'extracció (conegut com a 'cistella' o 'tambor'), el qual constitueix el nucli de la màquina. La cambra de rentada conté un tambor horitzontal perforat que gira dins d'un tanc exterior. El tanc manté el solvent mentre el tambor rotatiu aguanta la càrrega de roba. La capacitat de la cistella sol ser entre 8 i 40 kg, encara que es poden construir maquines més grans per encàrrec.
Durant el cicle de rentada, la cambra s'omple aproximadament fins a un terç de solvent i comença a rodar tot agitant la roba. La temperatura del solvent es manté a uns 30 graus Celsius, ja que una temperatura més alta deterioraria la roba. Durant el cicle de rentada, el solvent de la cambra és filtrat i retornat al tambor. Això és conegut com el cicle de rentat i manté durant la rentada. El solvent llavors es extret, primer per centrifugació i després destil·lat en ser enviat a una unitat de destil·lació que consisteix d'una caldera i condensador. El solvent condensat s'acumula en un separador mecànic on l'aigua present és separada del solvent per la diferència de densitat i llavors es porta el solvent al tanc de 'solvent net'. El cabal ideal és de poc o molt de 8 litres de solvent per quilogram de roba per minut, depenent en la mida de la màquina.
A la roba també hi sol haver complements, que s'han de comprovar. Els elements plàstics es poden dissoldre en el bany de solvent (sobretot de PERC), danyant així les peces de roba. Alguns tints tèxtils poden deixar color durant immersió solvent i tacar la resta de les peces. Elements delicats, com cobrellits de ploma, catifes o penjolls, solen rentar-se dintre d'una bossa de malla.

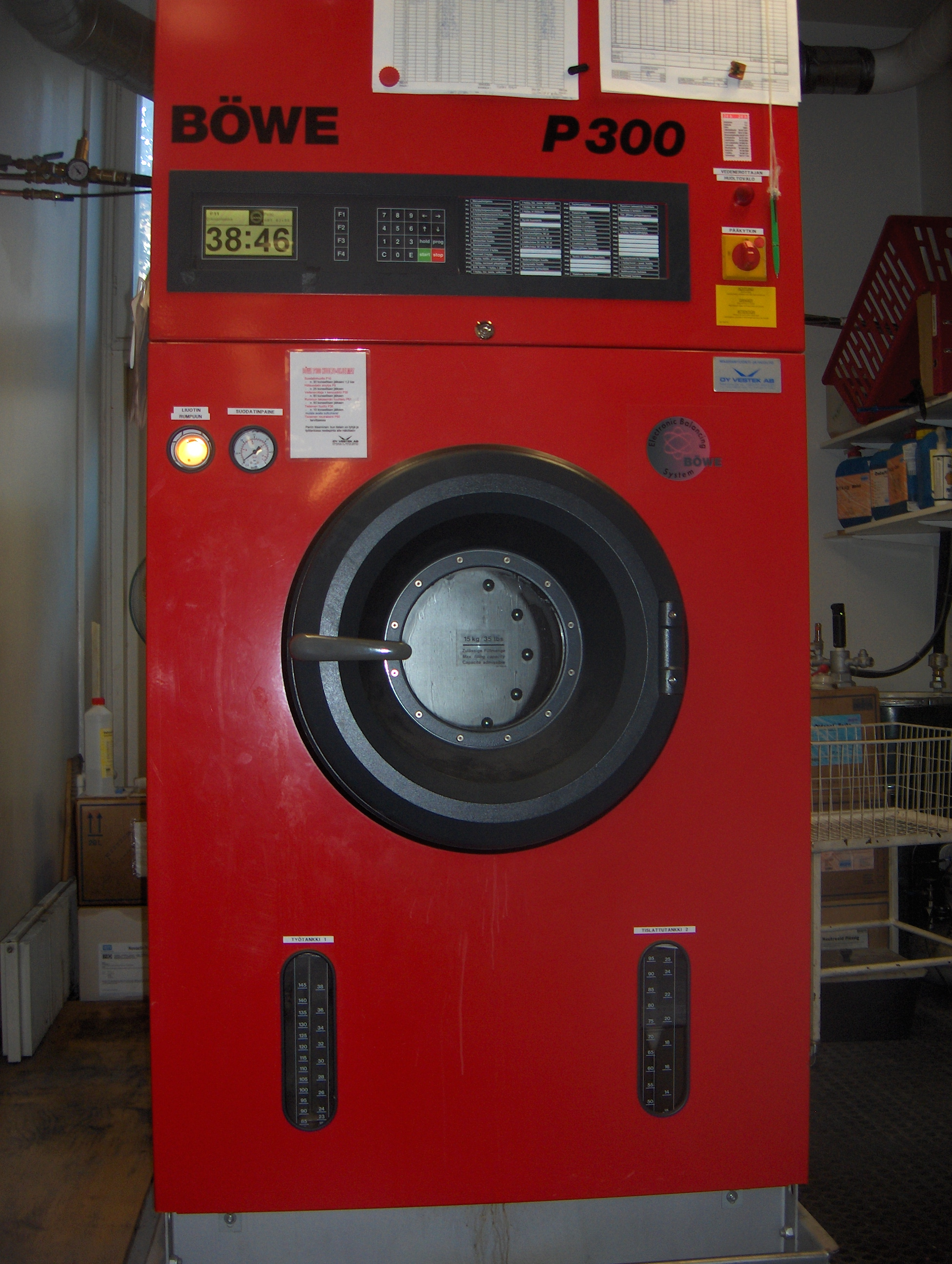
Màquina de rentatge en sec de la sèrie 3 amb control de PLC, de la marca alemanya Böwe

La densitat de percloroetilè és al voltant 1,7 g/cm³ a temperatura ambient (70% més pesat que aigua) i, per tant, el pes de la peça xopa pot arribar a trencar la fibra durant el cicle de centrifugat, per això hi ha bosses amb un suport mecànic addicional.
No totes les taques poden ser tretes pel rentatge en sec. Algunes necessiten ser tractades amb solvents nebulitzats— de vegades per vaporització i d'altres tot remullant la taca amb líquids llevataques especials— normalment abans de rentar la roba amb aigua o en sec. També, la roba emmagatzemada amb taques durant molt de temps, és molt més difícil d'aconseguir recuperar el seu color original i textura.
Un cicle de rentada típic dura entre 8 i 15 minuts que depenen en el tipus de roba i el grau de brutícia. Durant els primers tres minuts, les taques es dissolen al percloroetilè i s'estoven, les indissolubles queden fora. Això triga uns 10–12 minuts des que la taca sortit per treure el substrat insoluble de la roba. Les màquines que utilitzen solvents d'hidrocarbur requereixen un cicle de rentada de com a mínim 25 minuts a causa de l'índex més lent de dissolució del solvent. Un sabó Tensioactiu; "el sabó"; també pot afegit al rentatge en sec.
Al final del cicle de rentada, la màquina comença un cicle d'esbandida, on la càrrega de roba és esbandida amb solvent net del tanc solvent. Aquest bany de solvent pur impedeix la decoloració causada per partícules de brutícia que han estat absorbides abans pel solvent brut de la superfície de la roba.
Després del cicle d'esbandit, la màquina comença el procés d'extracció, el qual recupera el solvent per a la seva reutilització. Les màquines modernes recuperen aproximadament 99.99% del solvent que fa servir. El cicle d'extracció comença per extreure el solvent de la cambra de rentada tot accelerant la cistella a 350–450 rpm, causant que molt del solvent salti del teixit per centrifugació. Fins ara, el rentatge és fet a temperatura normal, ja que el solvent mai s'hauria d'escalfar durant el procés de rentatge en sec. Quan ja no s'extreu més solvent per centrifugació, la màquina comença el cicle d'eixugada.

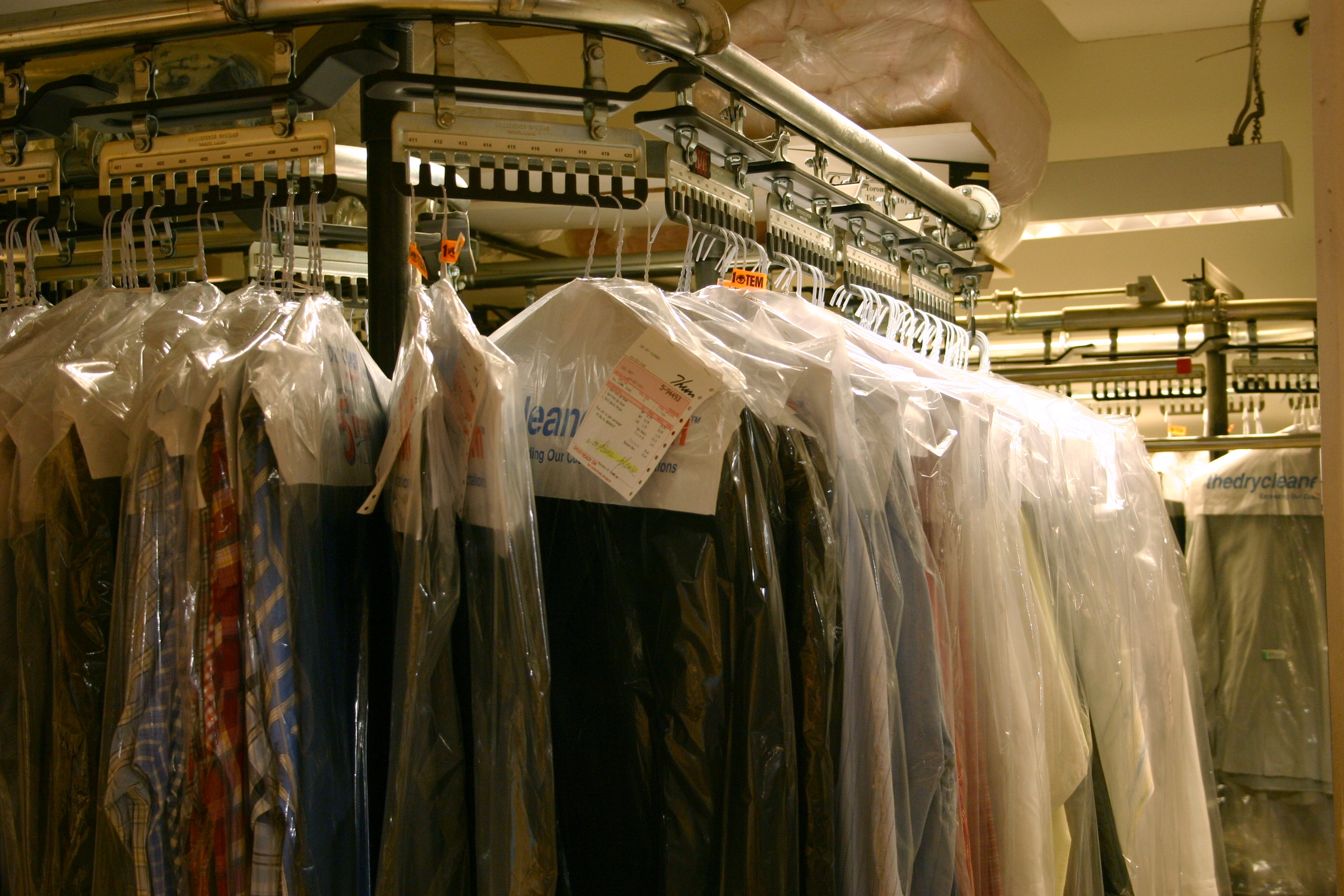
Molts tintorers guarden les peces netes en bosses de plàstic.

Durant el cicle d'eixugada, la roba és eixugada amb un corrent d'aire tebi (60–63 °C) que circula a través de la cistella, evaporant les traces de solvent restant després del cicle de centrifugat. La temperatura de l'aire és controlada per impedir danys per calor a la roba. L'aire tebi extret de la cistella es fa passar llavors a través d'un refredador/condensador on els vapors de solvent són condensats i retornat al tanc de solvent Net o Blancs. Les màquines de rentatge en sec modernes utilitzen un sistema de bucle tancat en què l'aire fred és reescalfat i va recirculant. Amb aquest procés aconseguim alts índexs de recuperació de solvents i per tant, una baixa contaminació a l'aire. En els primers temps del rentatge en sec, grans quantitats de percloroetilè eren enviades a l'atmosfera perquè va ser considerat barat i passava per ser inofensiu.
Després de completar el cicle d'eixugada, un cicle desodoritzant (airejat) refreda la roba i treu les últimes traces de solvent, al fer circular aire exterior fresc sobre la roba i passar-lo llavors a través d'un filtre de recuperació del vapor fet de carbó actiu i resines de polímer. Després del cicle d'airejat, la roba és neta i a punt per planxar i preparar els acabats.

## Procés amb solvents

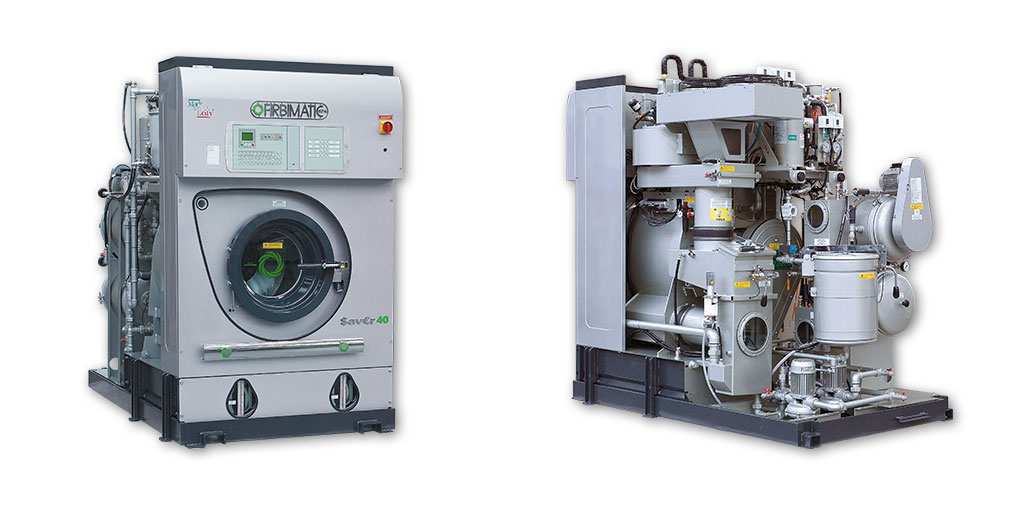
Un Firbimatic Saver Series. Aquesta màquina utilitza filtres d'argila activa en comptes de destil·lació. Utilitza molt menys energia que els mètodes convencionals.

El Solvent que treballa passant per la cambra de rentada a través de diversos passos de filtració abans que torni a la cambra de rentada. El primer pas és un sedàs o trampa de botons o agulles, el qual impedeix objectes petits com pelussa, agulles, botons, i monedes entrin al circuit de bombeig del solvent.
Amb el temps, una capa prima de pelussa de filtre (anomenat "Torto") s'acumula al filtre de pelussa. El tortó s'ha de treure regularment (generalment un cop per dia) i després hauria de ser processat per recuperar el solvent atrapat al tortó. Moltes màquines usen discos de centrifugat, els quals treuen el tortó del filtre per força centrífuga mentre es va rentant amb el solvent.
Després del filtre de pelusses, el solvent passa a través d'un cartutx de filtre per absorció. Aquest filtre, el qual conté argiles actives i charcoal, treu bé el greix insoluble i els residus no volàtils, juntament amb tints del solvent. Finalment, el solvent passa a través d'un filtre de poliment, el qual treu qualsevol brutícia no atrapada anteriorment. El solvent net és llavors retornat al tanc solvent per treballar. Residu de Llots amb sediments és el nom usat pels residus generats per filtratge o destil·lat. Format per una part de Contingut és solvent, pols del material de filtre (diatomite), carbó, residus no volàtils, pelusses, tints, greixos, brutícia, i aigua. Els llocs residuals o residus sòlids del destil·lador contenen solvent, aigua, Brutícia, carbó, i altres residus no volàtils. Els filtres usats són un residu que s'ha de tractar com a organoclorats o hidrocarburs i no s'hauria de llençar amb aigües residuals.
Per potenciar el poder netejador, petites quantitats de detergent (0,5-1,5%) s'afegeixen al solvent de treball i són essencials a la seva funcionalitat. Aquests detergents emulsionen brutícia hidrofòbica i mantenen que la brutícia no torni a dipositar-se a la roba. Depenent del disseny de la màquina, es pot utilitzar un detergent aniònic o catiònic.

## Símbols
El símbol internacional GINETEX simbologia internacional de rentada per al rentatge en sec és un cercle. Pot incloure una P a dins per indicar l'ús de solvent percloroetilè, o la Lletra F per indicar l'ús d'un solvent a base d'Hidrocarburs. Una barra per sota el cercle indica que es recomana un procés de rentatge suau. Una creu travessant el cercle buit indica que el teixit no accepta el rentatge en sec.

Símbol de rentatge professional
Rentatge en sec, només sabons basats en hidrocarburs (HCS)
Rentatge suau en sec, només sabons basats en hidrocarburs (HCS)
Rentatge molt suau en sec, només sabons basats en hidrocarburs (HCS)
Rentatge en sec, només sabons basats en tetracloroetilè (PCE)
Rentatge suau en sec, només sabons basats en tetracloroetilè (PCE)
Rentatge molt suau en sec, només sabons basats en tetracloroetilè (PCE)
No es pot rentar en sec

## Els solvents utilitzats

Tetracloroetilè És el solvent classic mes utilitzat en el rentatge en sec.

### Percloroetilè
Percloroetilè (anomenat també Perc o tetracloroetilè) ha estat usat des dels anys 1930. El Perc Ha estat el solvent més comú, és l'"estàndard de facto" per rentar en sec. És el solvent més eficaç. És estable tèrmicament i reutilitzable després d'un procés de destil·lació. Tanmateix, pot provocar destenyits a temperatures més altes de les recomanades. En alguns casos pot fer malbé guarniments especials, botons, i perles en algunes peces de roba. És un bon solvent per a taques d'olis i greixos (Que són aproximadament el 10% de les taques) que les solubles en aigua més comunes (cafè, vi, sang, etc.) La toxicitat del tetracloroetilè (Perc) "és moderada" i "els informes de lesió humana són poc concloents, malgrat el seu ús ampli en el desgreixatge i en el rentatge en sec". Així i tot, és a la llista d'organoclorats a retirar de l'ús mundial, declarat com a contaminant de risc per a entorns aquàtics i declarat tòxic i carcinogen per l'OMS (Catalogat al GRUP 2A per l'IARC, Agència Internacional contra el càncer, agència de l'OMS) i relacionat amb malalties de sistema nerviós i el Parkinson per alguns estudis.
L'estat de Califòrnia (EUA) va classificar el percloroetilè com una substància química tòxica el 1991, retirat de tot ús industrial i domèstic el 2010, i el seu emmagatzematge esdevindrà il·legal en aquell estat el 2023. L'estat Francès ja ha prohibit l'emmagatzematge de tetracloroetilè el 2022.
Tanmateix, tot i que indústria està canviant cap als hidrocarburs (retrocés tecnològic, amb solvents més segurs), o alcohol modificats és encara probablement el solvent més usat arreu del món per al rentatge en sec avui dia. A l'estat espanyol es limita l'ús de tetracloretilè per a indústries i amb limitacions, aixoplugant-se així les tintoreries i la indústria del rentat en sec.

### Hidrocarburs

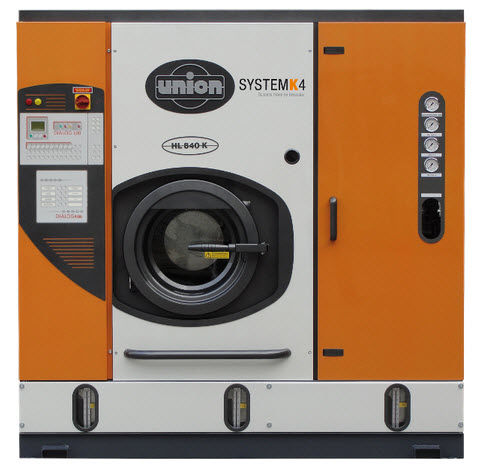
Una màquina de rentatge en sec per ús amb diversos solvents

Els hidrocarburs són representats per productes com el DF-2000 d'Exxon-Mobil o EcoSolv de Chevron Philips, i Pure Dry, així com altres marques. Aquests solvents basats en derivats del petroli són menys agressius i també en general, menys eficaços que el Perc. Tot i que són combustibles, el risc d'incendi o explosió és mínim quan es manipulen correctament (el fem servir per als cotxes i s'ha demostrat la seva seguretat àmpliament) i ja van ser usats al sector de la Tintoreria temps enrere, amb uns altres nivells de seguretat. Els hidrocarburs són considerats tanmateix contaminants per al medi ambient (En la línia dels derivats del petroli...). Els hidrocarburs representen aproximadament 10-12% del mercat del rentat en sec, i son l'alternativa més factible a la retirada del perc.

### Tricloroetilè
El Tricloroetilè És més agressiu que el PERC però és molt poc usat i ja retirat de l'ús comú i industrial (Protocol de Montreal, 1987). Amb propietats de desgreixatge superior, va ser utilitzat per indústries de roba de treball i rentatge general un temps enrere (fins al 2000). TCE està classificat com a carcinogen per a éssers humans per l'Agencia de protecció ambiental dels Estats Units. L'Agència Internacional per a la Investigació del Càncer (IARC, sigles en Anglès) ha determinat que aquest compost és probablement carcinogen per als éssers humans (Grup 2A) i També relacionat amb la reducció de la capa d'ozó i contaminant de medis aquàtics.

### Alcohols
Entre els solvents que mesclen hidrocarburs i alcohols (Intense, SolvonK4, Higlo i d'altres), el Sensene i l'Arcalean són dels pocs que són a base d'alcohols, i es converteixen així en els més biodegradables dels productes de rentat en sec. El seu poder de neteja és semblant al dels hidrocarburs i, per tant, una mica menor que el PERC. Així i tot, és l'alternativa més moderna i segura, per a la salut i el medi ambient, que ofereix la indústria actual del rentatge en sec.

### CO₂supercrític
El CO₂ supercrític és una alternativa al PER; tanmateix, és menys efectiu amb alguns tipus de brutícia. Un additiu tensioactiu pot millorar l'eficàcia de CO₂.
El diòxid de carboni és considerat gairebé no tòxic. L'efecte potencial com gas d'efecte d'hivernacle és també més baix que de molts altres solvents orgànics.
Consumer Reports van valorar CO₂ supercrític millor a altres mètodes convencionals, però l'Institut de rentatge en sec i bugaderia comenta a la seva "habilitat de neteja força baixa" a un informe del 2007. El CO₂ supercrític és, en general, un solvent suau amb una baixa habilitat per atacar les taques.
Una de les mancances del CO₂ supercrític és la seva baixa conductivitat. Com ja s'ha esmentat a la secció de Mecanismes, el rentatge en sec utilitza tant les propietats químiques com mecàniques per treure les taques. Quan el solvent interacciona amb la superfície del teixit, la fricció desbloqueja la brutícia. Alhora, la fricció també genera un corrent elèctric. Els teixits són conductors molt pobres i normalment, aquesta càrrega és alliberada a través del solvent. Aquesta descàrrega no ocorre amb el diòxid de carboni líquid i la càrrega elèctrica a la superfície del teixit atreu la brutícia tornant al damunt de la superfície del teixit, disminuint, per tant, la seva eficàcia de neteja. Per compensar la baixa solubilitat i conductivitat de diòxid de carboni supercrític, la recerca s'ha enfocat en els additius. Per millorar la solubilitat, el 2-propanol ha demostrat un increment dels efectes de rentatge per diòxid de carboni líquid mentre també augmenta l'habilitat del solvent de dissoldre compostos polars.
La maquinària per l'ús de CO₂ supercrític és cara—fins a 90,000 € més que una màquina de Perc o una de Solvents alternatius, implicant un difícil accés per als negocis petits. Algunes empreses de rentatge combinen aquestes màquines amb màquines tradicionals al mateix local per a les peces més brutes, però altres usen blanquejants per ser igual d'eficaces i ambientalment més sostenibles.

### Altres solvents: descatalogats, emergents, etc.
Durant dècades, molts esforços han estat dedicats a reemplaçar PCE. Aquestes alternatives no han resultat econòmiques o prou segures fins avui:
- Stoddard Solvent – inflamable i explosiu, punt d'inflamabilitat 38 °C
- CFC-113 (Freó-113), un CFC. Ara prohibit per destructor de l'ozó.
- Decamethylcyclopentasiloxane ("Silicona líquida"), anomenat D5 per poc temps. Va ser popularitzat per GreenEarth Cleaning.[19] És més car que PCE. Es degrada en dies en l'ambient, dona gran llustre al teixit, és poc utilitzat actualment.
- Dibutoxymethane (SolvonK4) és un solvent bipolar que treu taques basades en aigua i en greixos.[20]
- Solvents Bromats (n-propyl bromur, Fabrisolv, DrySolv). Són solvents amb uns valors KB més alts que el PER. Això permet un rentatge més ràpid, però pot danyar alguns teixits sintètics i guarniments si no s'utilitza correctament. Per a la salut, hi ha informes sobre riscs per a la salut associats amb nPB com entumiment de nervis.[21] L'exposició als solvents en una operació de rentatge en sec típica (i màquina en bon estat operatiu) es considera legalment per sota els nivells requerits per causar risc a la salut humana.[22] Té l'aprovació Ambiental de l'EPA dels EUA. És un dels solvents més cars, però renta més ràpidament, a temperatures més baixes, i temps d'eixugada més curts.